# 980 Anacostia
980 Anacostia, asteroid glavnog pojasa. Otkrio ga je George Henry Peters, 21. studenog 1921.

## Vanjske poveznice
- Minor Planet Center